# Вахмистров, Глеб Борисович
Глеб Борисович Вахмистров (18 августа 1920, Ташкент — 19 июля 1994, Нижний Новгород) — подполковник Советской Армии, лётчик-испытатель, Герой Советского Союза (1976).

## Биография
Глеб Вахмистров родился 18 августа 1920 года в Ташкенте. Детство и юность провёл в Москве. В 1938 году он окончил десять классов школы, в 1941 году — три курса Московского торфяного института. В декабре 1941 года он был призван на службу в Рабоче-крестьянскую Красную Армию. В 1944 году он окончил Военно-воздушную инженерную академию имени Жуковского, в 1945 году — третью военную авиационную школу первоначального обучения лётчиков в Сасово, в 1947 году — Сталинградское военное авиационное училище лётчиков. С 1947 года — на лётно-испытательной работе. В 1947—1950 годах был лётчиком-испытателем 4-го Управления ГК НИИ ВВС в Ногинске, участвовал в испытаниях реактивных истребителей.
В 1950—1953 годах Вахмистров был лётчиком-испытателем военной приёмки авиазавода № 125 в Комсомольске-на-Амуре, был испытателем серийных реактивных истребителей «МиГ-15бис». В 1953—1958 годах он был лётчиком-испытателем военной приёмки Горьковского авиационного завода, испытывал серийные реактивные истребители «МиГ-17», «МиГ-19», а также их различные модификации. В июле 1958 года в звании подполковника Вахмистров был уволен в запас, после чего остался работать лётчиком-испытателем Горьковского авиазавода. Испытывал сверхзвуковые истребители «МиГ-19», «МиГ-21», «МиГ-25», а также их различные модификации.
Указом Президиума Верховного Совета СССР от 29 марта 1976 года за «мужество и героизм, проявленные при испытании новой авиационной техники» лётчик-испытатель Глеб Вахмистров был удостоен высокого звания Героя Советского Союза с вручением ордена Ленина и медали «Золотая Звезда» за номером 11413.
В 1978 году Вахмистров ушёл с лётной работы, после чего до 1991 года работал инженером в ОКБ Горьковского авиазавода. Проживал в Нижнем Новгороде. Скончался 19 июля 1994 года, похоронен на Красном кладбище Нижнего Новгорода.
Заслуженный лётчик-испытатель СССР (1966). Награждён двумя орденами Ленина, орденами Октябрьской Революции и Красной Звезды, а также рядом медалей.